# 石柱岭站
石柱岭站是南宁轨道交通2号线的地铁车站，位于中华人民共和国广西壮族自治区南宁市江南区星光大道地下。